# Psychotria viridis

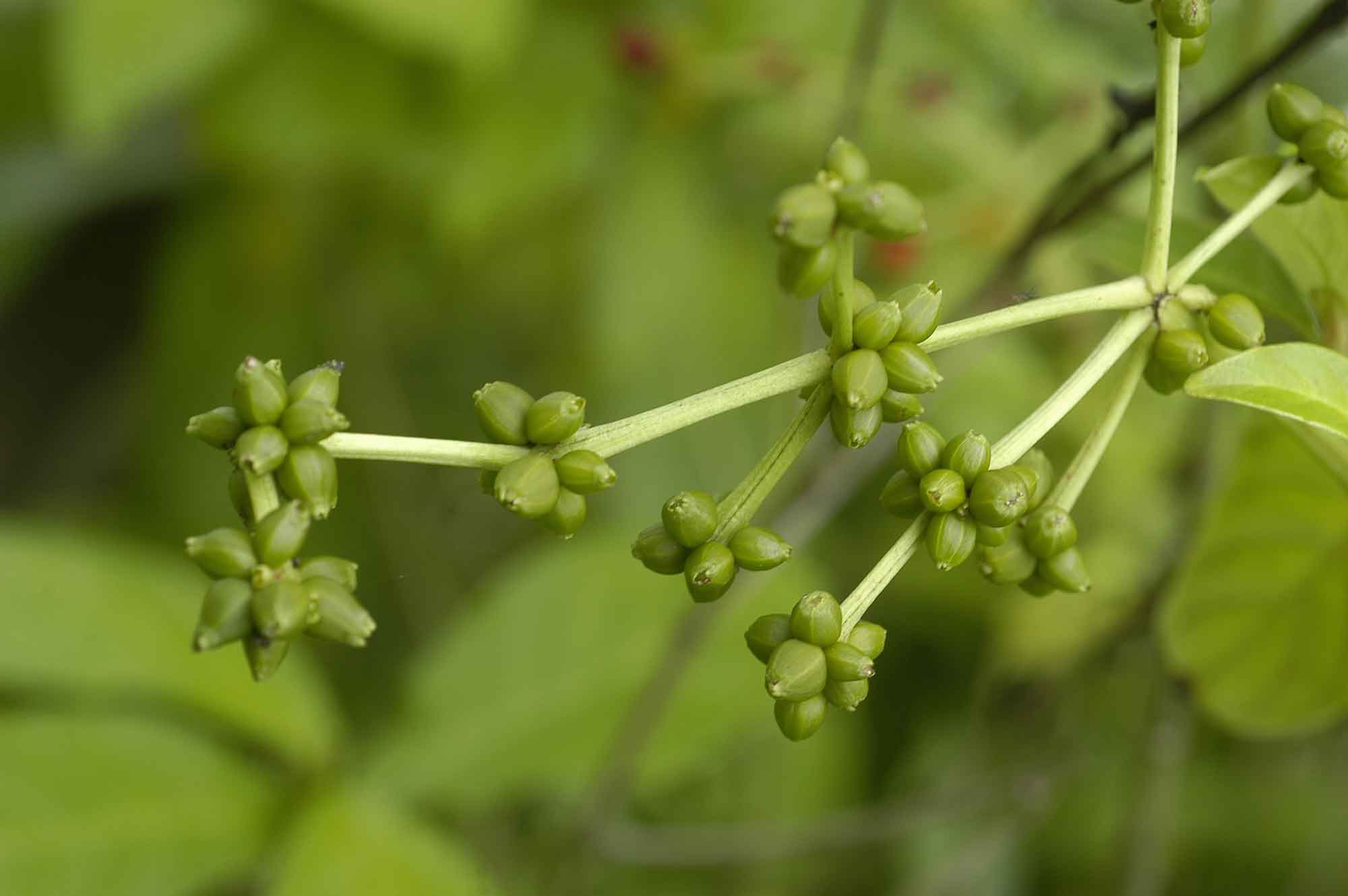
Unreife Früchte

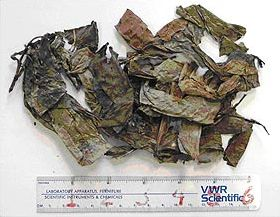
Getrocknete Blätter

Psychotria viridis ist eine Pflanzenart aus der Familie der Rötegewächse (Rubiaceae), die im Tieflandregenwald Süd-, Mittelamerikas und Kubas wächst. Sie enthält unter anderem das psychedelisch wirksame halluzinogene Tryptamin-Alkaloid N,N-Dimethyltryptamin (DMT) und ihre Blätter werden im Amazonasgebiet zusammen mit der Rinde der Liane Banisteriopsis caapi zur Herstellung des Psychedelikums Ayahuasca oder „Caapi“ verwendet, das in der indigenen und mestizischen Volksmedizin eine wichtige Rolle spielt.

## Merkmale
Psychotria viridis wächst als kleiner, 2 bis 4 Meter hoher Baum mit glatter Borke. Die gegenständigen und papierigen, fast kahlen Blätter sind kurz bis zu 8–10 Millimeter lang gestielt. Die Blattspreite ist eiförmig bis elliptisch oder verkehrt-eiförmig mit spitzem oder rundspitzigem Ende und keilförmiger Basis. Im getrockneten Zustand werden sie rotbraun bis grünbraun. Die Nebenblätter sind eiförmig, leicht zugespitzt und im Zentrum dunkler. Sie fallen später ab und hinterlassen am Stängel behaarte Narben zwischen zwei benachbarten Blättern. Die Blütenstände sind verzweigte Rispen, die endständig oder scheinbar achselständig stehen. Dabei sitzen die Blüten jeweils in dichten Knäueln an den Achsen. Die sitzenden, sehr kleinen, fünfzähligen Blüten mit doppelter Blütenhülle haben einen becherförmigen, minimalen Kelch von etwa 0,5 Millimetern Länge. Selten sind fünf Kelchblätter als Zähnchen erkennbar. Die kleine Blütenkrone ist als weiße, zylindrische und innen am Schlund behaarte Röhre mit ausladenden Zipfeln von 1 bis 1,5 Millimeter Länge ausgebildet. Die fünf Staubgefäße erreichen ebenso wie der Griffel eine Länge von etwa 2,5 Millimetern. Die kleine Frucht ist eine bei Reife rote Steinfrucht, die sich beim Trocknen rotbraun verfärbt. Sie wird vom Kelch gekrönt und weist auf der Oberseite vier bis fünf, auf der Unterseite zwei Furchen auf.
Die Blütezeit reicht von September bis März. Früchte werden von Januar bis Juli getragen.